# Tanistry
Tanistry (ang. od celtyckiego tànaiste, tanist – zastępca) – system ustalania następcy panującego (naczelnika klanu lub króla), rozpowszechniony wśród Celtów, zwłaszcza w Irlandii i w Szkocji. Polegał na wyborze następcy panującego przez wszystkich członków klanu (wielkiej rodziny, celt. fine) spośród ich grona; najczęściej - choć nie zawsze - spośród synów poprzedniego panującego. Przy wyborze kierowano się oceną indywidualnych zdolności każdego z kandydatów. Wybór ten mógł zostać dokonany również za życia poprzedniego panującego, co w Irlandii dość wcześnie stało się regułą. 
System ten miał związek z typową dla Celtów klanową organizacją społeczeństwa. W następstwie wyboru nowego panującego dotychczasowy klan ulegał przemianie - wydzielały się z niego jako nowe klany rodziny najdalszych krewnych dotychczasowego władcy, na nowo dzielono również ziemię uprawną i pastwiska. 
System tanistry prowadził do walk między pretendentami oraz do niesnasek, nieraz krwawych, w rodzinach panujących - gdy wódz starał się zawczasu zapewnić wybór swemu faworytowi, nie miał innego wyjścia, niż wymordowanie pozostałych kandydatów. Po zjednoczeniu Szkocji tanistry w rodzinie królewskiej zostało zarzucone na rzecz primogenitury, jednak utrwaliła się ona dopiero po wielu latach wysiłków kolejnych królów (etapem wstępnym było wprowadzenie przez króla Donalda I zasady wyboru następcy za życia króla). Natomiast wśród przywódców klanów szkockich i irlandzkich 'tanistry' zanikło dopiero wraz z zanikiem struktury klanowej.